# Смяцька сільська рада (Новгород-Сіверський район)
Смя́цька сільська́ ра́да — адміністративно-територіальна одиниця та орган місцевого самоврядування в Новгород-Сіверському районі Чернігівської області. Адміністративний центр — село Смяч.

## Загальні відомості
Смяцька сільська рада утворена у 1919 році.
- Територія ради: 50,37 км²
- Населення ради: 348 осіб (станом на 2017 рік)

## Населені пункти
Сільській раді підпорядковані населені пункти:
- с. Смяч

## Склад ради
Рада складається з 12 депутатів та голови.
- Голова ради:  Казора Марія Василівна
- Секретар ради: Скачок Світлана Миколаївна

### Керівний склад попередніх скликань
| Прізвище, ім'я, по батькові | Основні відомості                                                 | Дата обрання | Дата звільнення |
| --------------------------- | ----------------------------------------------------------------- | ------------ | --------------- |
| Гоман Михайло Федорович     | Сільський голова, 1951 року народження, освіта вища               | 26.03.2006   | 31.10.2010      |
| Гоман Михайло Федорович     | Сільський голова, 1951 року народження, освіта вища, безпартійний | 31.10.2010   | 26.03 .2015     |

Примітка: таблиця складена за даними сайту Верховної Ради України

### Депутати
За результатами місцевих виборів 2010 року депутатами ради стали:

#### За суб'єктами висування
| Суб'єкт висування | Кількість обраних депутатів | %  |
| ----------------- | --------------------------- | -- |
| Партія регіонів   | 9                           | 75 |
| Самовисування     | 3                           | 25 |

#### За округами
| № округу        | Прізвище, ім'я, по батькові     | Дата визнання обраним | Освіта  | Партійна приналежність                        | Відомості про обраного депутата                                                           |
| --------------- | ------------------------------- | --------------------- | ------- | --------------------------------------------- | ----------------------------------------------------------------------------------------- |
| Партія регіонів |                                 |                       |         |                                               |                                                                                           |
| 2               | Шевченко Валентина Василівна    | 01.11.2010            | середня | член Партії регіонів                          | Фельдшерський пункт с. Смяч, молодша медична сестра                                       |
| 4               | Маслюк Тамара Василівна         | 01.11.2010            | вища    | член Партії регіонів                          | тимчасово не працює                                                                       |
| 5               | Гоман Клавдія Олександрівна     | 01.11.2010            | вища    | член Партії регіонів                          | Фельдшерський пункт с. Смяч, завідувачка                                                  |
| 6               | Кривулько Олександр Миколайович | 01.11.2010            | вища    | член Партії регіонів                          | Фельдшерський пункт с. Смяч, опалювач приміщення                                          |
| 7               | Котков Григорій Федорович       | 01.11.2010            | середня | член Партії регіонів                          | тимчасово не працює                                                                       |
| 8               | Казора Марія Василівна          | 01.11.2010            | вища    | член Партії регіонів                          | Смяцька сільська рада, секретар ради та виконкому                                         |
| 9               | Ткач Василь Васильович          | 01.11.2010            | середня | член Партії регіонів                          | ДП «Н-Сіверськрайагролісгосп», лісоруб                                                    |
| 11              | Сич Георгій Григорович          | 01.11.2010            | середня | член Партії регіонів                          | ТОВ «Обрій», механізатор                                                                  |
| 12              | Ворушило Віра Семенівна         | 01.11.2010            | середня | член Партії регіонів                          | пенсіонер                                                                                 |
| Самовисування   |                                 |                       |         |                                               |                                                                                           |
| 1               | Жук Олександр Сергійович        | 01.11.2010            | середня | позапартійний                                 | Узруївське лісництво, лісник                                                              |
| 3               | Кудлай Тетяна Федорівна         | 01.11.2010            | середня | член Всеукраїнського об'єднання «Батьківщина» | Територіальний центр соціального обслуговування і соціальних послуг, соціальний працівник |
| 10              | Бондарець Володимир Михайлович  | 01.11.2010            | середня | позапартійний                                 | ТОВ «Обрій», водій                                                                        |